# Korallenschnabelkuckuck

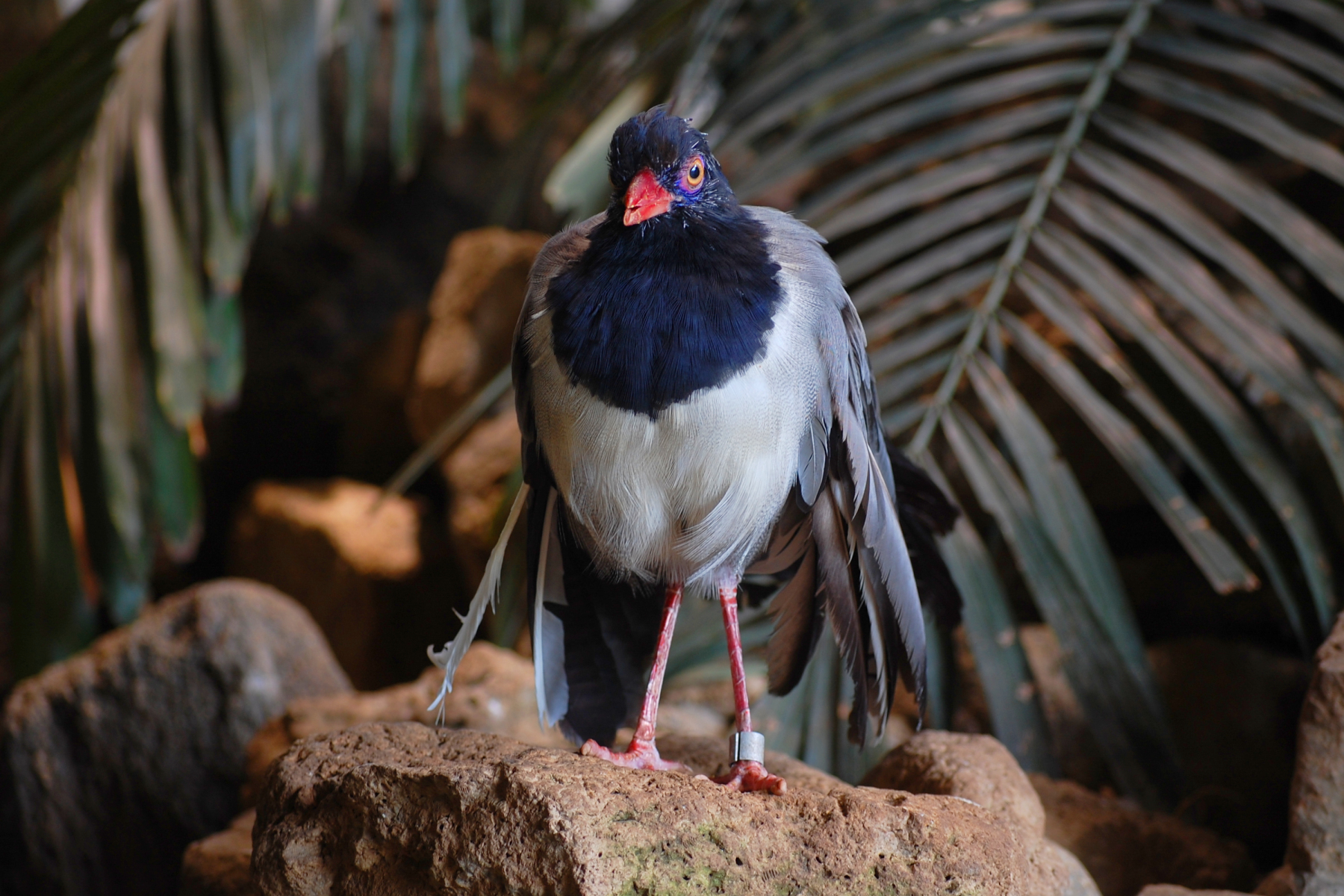
Korallenschnabelkuckuck, Zoo von Toronto

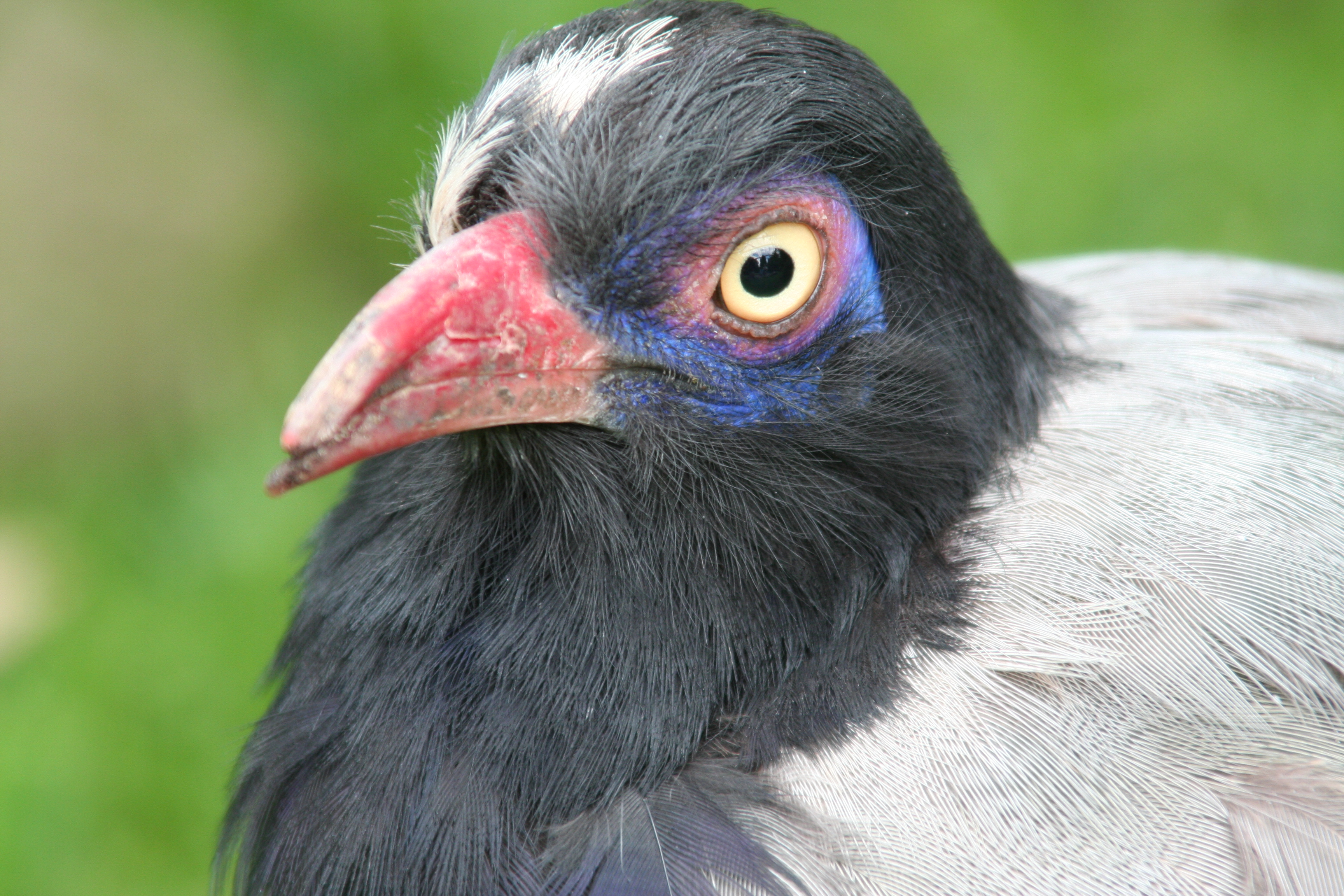
Porträtaufnahme eines im Vogelpark Walsrode gehaltenen Korallenschnabelkuckucks

Der Korallenschnabelkuckuck (Carpococcyx renauldi) auch Renauldkuckuck oder gelegentlich Thailändischer Laufkuckuck genannt, ist eine südostasiatische Kuckucksart, die im Unterholz tropischer Wälder lebt und sich dort überwiegend am Boden aufhält. Anders als zahlreiche Arten in der Familie der Kuckucke ist der Korallenschnabelkuckuck kein Brutschmarotzer, sondern zieht seine Jungvögel selber groß. Es werden keine Unterarten für diesen Kuckuck unterschieden.
Der deutsche Namen und das Artepitheton ehren den französischen Missionar Jean Nicolas Renauld (* 1838; † 1898), der während seiner Missionarstätigkeit in Vietnam zahlreiche Exemplare der vietnamesischen Flora und Fauna sammelte und dessen Sammlung 1898 das vietnamesische Naturkundemuseum begründete.

## Merkmale
Der Korallenschnabelkuckuck, der eine Körperlänge zwischen 65 und 70 Zentimeter erreicht, ist ein langschwänziger Kuckuck mit kompakten Körper, der wegen seiner Körperhaltung an den eines Fasanens erinnert. Die Schwanzfedern erreichen beim Männchen eine Länge zwischen 29 und knapp 35 Zentimeter, bei den Weibchen ist er durchschnittlich 33 Zentimeter lang.
Es gibt keinen ausgeprägten Geschlechtsdimorphismus. Das Körpergefieder ist vorwiegend hellgrau gefärbt. Kopf, Hals, Brust, Schwanz, die vordere Brust und die Handschwingen sind glänzend schwarz. Die unbefiederten Gesichtsfelder sind blau gefärbt, mit breiten lila Augenringen und gelben Augen. Der kräftige Schnabel und die langen, ebenfalls kräftigen Beine und Füße sind korallen-rot gefärbt.
Jungvögel haben noch einen dunkelbraunen Kopf mit einer rötlich-braunen Stirn, die nackte Gesichtshaut rund um die Augen ist grau. Ihre Körperoberseite ist gleichfalls noch bräunlich und am Rumpf rötlich-braun gesperbert. Der Schnabel ist bei ihnen noch dunkelbraun.

## Vorkommen
Der Korallenschnabelkuckuck ist ein Bodenbewohner in feuchten Wäldern mit dichtem Pflanzenbewuchs. Er ist in Thailand, Laos, Kambodscha und Vietnam zu finden und ist ein Standvogel. In Thailand kommt er in Höhenlagen bis zu 900 Metern vor, in Indochina ist er sehr selten auch noch auf 1500 Höhenmetern zu finden.

## Verhalten
Der Korallenschnabelkuckuck hält sich überwiegend am Boden auf und bewegt sich dort fasanenartig fort. Baumt er auf, dann bevorzugt er die niedrigeren Äste von Bäumen. Er fliegt nur selten auf, obwohl er schnell fliegen kann. Der Korallenschnabelkuckuck ist in freier Wildbahn wegen dieser heimlichen Lebensweise nur sehr schwer zu beobachten. Die meisten Erkenntnisse über seine Lebensweise wurden in der Zoohaltung gewonnen.
Der Vogel ernährt sich von verschiedenen Kleintieren. Untereinander halten die Vögel mit Rufen Kontakt. Die Paare singen mit harten, tiefen Pfeiftönen im Duett.

## Fortpflanzung
Diese Kuckucksart ist kein Brutschmarotzer. In Gefangenschaft gehaltene Korallenschnabelkuckucke bauen ein Schalennest aus Zweigen und Blättern auf dem Boden oder in Bäumen in einer Höhe von drei bis vier Metern. Das einzige in freier Wildbahn dokumentierte Nest befand sich knapp fünf Meter über dem Erdboden. Das Gelege besteht aus zwei bis vier Eiern, die eine weiße Schalenfarbe haben. Die Eiablage erfolgt mit einem Abstand von zwei bis drei Tagen. Beide Elternvögel brüten und hudern die Nestlinge.
Die Nestlinge schlüpfen nach einer Brutzeit von 18 bis 19 Tagen. Sie sind zunächst nackt und haben eine dunkelbraune Haut. Die Augen öffnen sich am fünften Tag. Sie verlassen das Nest, wenn sie zwischen 17 und 19 Lebenstage alt sind und beginnen mit einer selbständigen Futtersuche an ihrem 28. Lebenstag. Mit 50 bis 60 Lebenstagen sind sie unabhängig von den Elternvögeln.

## Gefährdung
Es liegen keine Populationsgrößenschätzungen vor, die Art wird als nicht gefährdet eingeschätzt. In Thailand werden Korallenschnabelkuckucke gejagt, aber auch für den Vogelhandel gefangen.